# Великоустюжская епархия
Великоустюжская епа́рхия — епархия Русской Православной Церкви, объединяющая приходы и монастыри в восточной части Вологодской области (в границах Великоустюгского, Бабушкинского, Кич-Городецкого, Никольского, Тотемского, Нюксенского и Тарногского районов). Входит в состав Вологодской митрополии.

## История
Епископская кафедра «на Великом Устюге» была впервые учреждена на Московском Соборе 26 января (5 февраля) 1589 года, но решение не было приведено в исполнение.
Фактически учреждена в марте 1682 года, будучи выделена из Вологодской епархии. В состав новой епархии вошли Устюжский, Сольвычегодский и Тотемский уезды, в 1685 году к ним добавился Яренский уезд.
После увольнения на покой епископа Иоанна (Никитина), управления епархией поручено Вологодскому архиерею. 6 (17) мая 1788 года епархия была присоединена к Вологодской епархии.
Восстановлена 30 января (11 февраля) 1888 года как викариатство Вологодской епархии.
3 сентября 1918 года постановлением Священного Синода Великоустюжское викариатство было преобразовано в Великоустюжскую и Усть-Вымскую епархию, территория которой совпадала с территорией образованной летом того же года Северо-Двинской губернии. В 1918 году территория епархии включала в себя Устюжский, Никольский, Сольвычегодский, Яренский, Усть-Сысольский уезды.
В 1920—1930-х годы на территории Великоустюжской епархии находилось множество концлагерей, где отбывали заключение, в частности, многие представители духовенства. В 1929—1930 годы в Усть-Сысольске располагалось Управление северных лагерей особого назначения (УСЕВЛОН). После ареста 20 июня 1937 года последнего правящего архиерея Питирима (Крылова), архиепископа Великоустюжского и Усть-Вымского, кафедра пресеклась.
Вологодская область была образована только 23 сентября 1937 года путём разделения Северной области на Вологодскую и Архангельскую области. Под управление Вологодской епархии Великий Устюг фактически вошёл лишь в 1945 году при назначении на вдовствующую Вологодскую кафедру епископа Иустина (Мальцева). Великий Устюг как второй кафедральный город Вологодской епархии восстановлен в 1965 году при епископе Мелхисидеке (Лебедеве).
23 октября 2014 года решением Священного Синода Русской православной церкви Великоустюжская епархия была восстановлена, путём выделения её территории из Вологодской епархии. Одновременно она была включена в состав новообразованной Вологодской митрополии.

## Титулы правящих архиереев
- 1682—1788 - Великоустюжский и Тотемский
- с 30 января (11 февраля) 1888 - Великоустюжский
- 5 (18) октября 1916 — 1943 - Великоустюжский и Усть-Вымский
- с 23 октября 2014 - Великоустюжский и Тотемский

## Архиереи
Великоустюжская епархия
- 12 (22) марта 1682 — 4 (14) октября 1684 — Геласий
- 8 (18) февраля 1685 — 19 (29) июля 1699 — Александр
- 3 (14) марта 1700 — конец 1718 — Иосиф
- 25 января (5 февраля) 1719 — 13 (24) января 1726 — Боголеп (Адамов)
- 22 мая (2 июня) 1727 — 11 (22) мая 1731 — Лаврентий (Горка)
- 9 (20) декабря 1731 — 6 (17) октября 1735 — Сергий (Белоградский)
- 18 (29) сентября 1737 — 9 (20) марта 1738 — Лука (Конашевич)
- 9 (20) марта 1738 — 28 февраля (10 марта) 1748 — Гавриил (Русской)
- 28 февраля (10 марта) 1748 — 20 февраля (3 марта) 1761 — Варлаам (Скамницкий)
- 11 (22) ноября 1761 — 9 (20) ноября 1766 — Феодосий (Голосницкий)
- 9 (20) ноября 1766 — 11 (22) июля 1767 — Пахомий (Симанский)
- 9 (20) июня 1767 — 9 (20) июля 1786 — Иоанн (Никитин)
- 9 (20) июля 1786 — 6 (17) мая 1788 в/у — епископ Вологодский Ириней (Братановский)

Великоустюжское викариатство Вологодской епархии
- 21 февраля (4 марта) 1888 — 3 (15) мая 1891 — Иоанникий (Казанский)
- 3 (15) мая 1891 — 7 (19) мая 1892 — Пётр (Лосев)
- 21 июня (3 июля) 1892 — 10 (22) декабря 1894 — Варсонофий (Курганов)
- 14 (26) сентября 1895 — 4 (16) октября 1897 — Антоний (Каржавин)
- 4 (16) октября 1897 — 12 (25) августа 1904 — Гавриил (Голосов)
- 5 (18) сентября 1904 — 3 сентября 1918 — Алексий (Бельковский)

Великоустюжская епархия
- 3 сентября 1918—1924 — Алексий (Бельковский)
- 27 июня 1925 — март 1927 — Иринарх (Синеоков-Андреевский)
- 27 декабря 1927 — 22 марта 1932 — Софроний (Арефьев)
- 22 марта 1932 — 24 августа 1933 — Серафим (Трофимов)
- 22 марта 1933 — январь 1936 (до 24 августа 1933 — в/у) — Николай (Клементьев)
- январь 1936 — 19 августа 1937 — Питирим (Крылов)
- 23 октября 2014 — 2 мая 2017 в/у — митрополит Вологодский Игнатий (Депутатов)
- 2 мая 2017 — 4 апреля 2019 — Тарасий (Перов)
- 4 апреля 2019 — 11 марта 2020 — Алексий (Заночкин)
- 11 марта 2020 — 25 августа 2020 в/у — митрополит Вологодский Игнатий (Депутатов)
- 20 ноября 2020 — 16 марта 2023 в/у — митрополит Вологодский Савва (Михеев)
- с 16 марта 2023 — Фотий (Евтихеев)

## Викариатства
- Никольское (недейств.)

## Благочиния
- Великоустюжское благочиние — протоиерей Димитрий Фомин
- Никольское благочиние — иерей Сергий Щепелин
- Тотемское благочиние — протоиерей Георгий Титов
- Тарногское благочиние — протоиерей Николай Крученых

## Монастыри
Действующие
- архиерейское подворье «Спасо-Суморин монастырь»
- Архиерейское подворье «Михайло-Архангельский монастырь в Великом Устюге»

Недействующие
- Богородицкая Тихвинская пустынь
- Симоно-Воломская Крестовоздвиженская пустынь
- Теплогорская Богородицкая мужская пустынь
- Орловский Троицкий монастырь
- Гледенский Троицкий монастырь
- Филипповская Яиковская Знаменская пустынь
- Устюжский Иоанно-Предтеченский монастырь
- Устюжский Спасо-Преображенский монастырь
- Устюжский Покровский монастырь
- Дуниловская Богородицкая пустынь
- Лальский Михаило-Архангельский монастырь